# Eleição municipal de Palmas em 2000
A eleição municipal de Palmas em 2000 ocorreu em 1 de outubro de 2000, para a eleição de um prefeito, um vice-prefeito e mais 15 vereadores. O prefeito era Odir Rocha, do PPB, que terminaria seu mandato em 1 de janeiro de 2001. Nilmar Ruiz, do PFL, foi eleita prefeita de Palmas, e governou a cidade pelo período de 1º de janeiro de 2001 a 31 de dezembro de 2004.

## Candidatos a prefeito
| Candidato(a)                            | Nome na Legenda       | Vice                                   | Partido | Nº | Coligação                                                        |
| --------------------------------------- | --------------------- | -------------------------------------- | ------- | -- | ---------------------------------------------------------------- |
| Antonio José de Oliveira Carvalho       | Antonio Carvalho      | José Marcos Moreira de Lima (PRTB)     | PRTB    | 28 | PRTB (sem coligação)                                             |
| Edson Alves dos Reis                    | Edson Alves dos Reis  | Maria do Socorro Melo de Campos (PTN)  | PTN     | 19 | PTN (sem coligação)                                              |
| Getúlio Vargas Aguiar                   | Getúlio Vargas        | Gilton Rosa Guimarães (PTdoB)          | PTdoB   | 70 | PTdoB (sem coligação)                                            |
| José Augusto Pugliesi Tavares           | José Augusto Pugliesi | Laércio Pereira dos Santos (PMDB)      | PMDB    | 15 | Força Nova (PMDB, PSD, PRONA)                                    |
| Nilmar Gavino Ruiz                      | Nilmar Ruiz           | Raimundo Nonato Pires dos Santos (PPB) | PFL     | 25 | União do Tocantins (PFL, PPB, PAN, PSDB, PST, PL, PTB, PRP, PCO) |
| Raul de Jesus Lustosa Filho             | Raul Filho            | Romenthier Ítalo Pagano (PT)           | PPS     | 23 | Força Popular (PPS, PT, PDT, PV, PSC, PCdoB)                     |
| Salomão Wenceslau Rodrigues de Carvalho | Salomão Wenceslau     | Divino José Ribeiro (PSB)              | PSB     | 40 | PSB (sem coligação)                                              |

## Resultado da eleição para prefeito
| 1º Turno 1 de outubro de 2000 | 1º Turno 1 de outubro de 2000     | 1º Turno 1 de outubro de 2000 | 1º Turno 1 de outubro de 2000 |
| Candidato(a)                  | Vice                              | Votação                       | Votação                       |
| Candidato(a)                  | Vice                              | Total                         | Porcentagem                   |
| ----------------------------- | --------------------------------- | ----------------------------- | ----------------------------- |
| Nilmar Ruiz (PFL)             | Raimundo Boi (PPB)                | 31.134                        | 49,56%                        |
| Raul Filho (PPS)              | Romenthier Ítalo Pagano (PT)      | 29.571                        | 47,07%                        |
| José Augusto Pugliesi (PMDB)  | Laércio Pereira dos Santos (PMDB) | 1.819                         | 2,90%                         |
| Salomão Wenceslau (PSB)       | Divino José Ribeiro (PSB)         | 195                           | 0,31%                         |
| Antonio Carvalho (PRTB)       | José Moreira de Lima (PRTB)       | 54                            | 0,08%                         |
| Getúlio Vargas (PTdoB)        | Gilton Rosa Guimarães (PTdoB)     | 34                            | 0,05%                         |
| Edson Alves dos Reis (PTN)    | Maria do Socorro Campos (PTN)     | 11                            | 0,02%                         |
| Total de votos válidos        | Total de votos válidos            | 62.818                        | 100,00%                       |
| Votos apurados                |                                   |                               |                               |
| Votos válidos                 | Votos válidos                     | 62.818                        | 95,07%                        |
| Votos em branco               | Votos em branco                   | 593                           | 0,90%                         |
| Votos nulos                   | Votos nulos                       | 2.662                         | 4,03%                         |
| Total de votos apurados       | Total de votos apurados           | 66.073                        | 100,00%                       |
| Eleitores                     |                                   |                               |                               |
| Comparecimento                | Comparecimento                    | 66.073                        | 86,80%                        |
| Abstenções                    | Abstenções                        | 10,045                        | 13,20%                        |
| Total de eleitores            | Total de eleitores                | 76.118                        | 100,00%                       |